# Mazoires
Mazoires é uma comuna francesa na região administrativa de Auvérnia-Ródano-Alpes, no departamento Puy-de-Dôme. Estende-se por uma área de 48,33 km². Em 2010 a comuna tinha 100 habitantes (densidade: 2,1 hab./km²).